# Paperino: operazione neve
Paperino: operazione neve (Donald's Snow Fight) è un film del 1942 diretto da Jack King. È un cortometraggio animato della serie Donald Duck, prodotto dalla Walt Disney Productions e uscito negli Stati Uniti il 10 aprile 1942, distribuito dalla RKO Radio Pictures. Dal 1989 viene distribuito col titolo Paperino e le palle di neve. Nel novembre 1984 fu inserito nel film di montaggio Buon compleanno Paperino.

## Trama
In una giornata nevosa, Qui, Quo e Qua costruiscono un pupazzo di neve, che però viene distrutto da Paperino, che scende a tutta velocità con il suo slittino da un pendio nelle vicinanze. Per vendicarsi, i ragazzi costruiscono un pupazzo di neve che assomiglia a Paperino dietro a un masso, per poi deridere lo zio, che furibondo ci scende addosso, con l'intento di distruggere anche questo pupazzo. Purtroppo però, Paperino finisce per perdere tutta la pelliccia dall'enorme cappotto e per rompere lo slittino. Qui, Quo e Qua scappano nel loro fortino, così Paperino si costruisce una nave di ghiaccio e neve, per poi dichiarare loro guerra, indossando il bicorno di Napoleone Bonaparte. Paperino lancia ai nipoti una serie di palle di neve e un missile fatto di ghiaccio, che finisce apparentemente per sconfiggerli. Qui, Quo e Qua però non si arrendono e contrattaccano lanciando allo zio dei missili fatti di ghiaccio con all'interno delle trappole per topi, una serie di palle di neve, delle frecce infuocate e una torcia infuocata. Quest'ultima cosa fa squagliare la nave di Paperino e lo fa precipitare nel lago ghiacciato sottostante, ibernandolo. Alla fine, Qui, Quo e Qua iniziano un'improvvisata danza indiana attorno alla "statua" dello zio.

## Distribuzione

### Edizione italiana
Il corto fu distribuito in Italia il 22 novembre 1958 e venne abbinato al film Zanna Gialla. Fu poi incluso tra il 1984 e il 1986 nelle VHS Buon compleanno Paperino e Buon Natale a tutti voi, in lingua originale. Nel 1989, in occasione di una riedizione in VHS dell'episodio Buon Natale a tutti voi della serie Disneyland, il corto fu doppiato in italiano dal Gruppo Trenta; tale doppiaggio venne poi usato nelle varie occasioni successive.

### Cinema
- Zanna Gialla (22 novembre 1958)[2][3]

### Edizioni home video

#### VHS
- Buon compleanno Paperino (novembre 1984)[1]
- Da noi a tutti voi (novembre 1986)[4][6][5]
- 3, 2, 1... è Natale! (dicembre 2002)[7]

#### DVD
Il cortometraggio è incluso nei DVD Walt Disney Treasures: Semplicemente Paperino - Vol. 2, Favoloso Natale con gli amici Disney!, 3, 2, 1... è Natale! e Paperino e i corti di Natale.